# Isabel Santaló
Isabel Martínez Ruiz (Còrdova, 7 de novembre de 1923-Madrid, 2017), coneguda artísticament com Isabel Santaló, va ser una pintora espanyola, pertanyent a les primeres generacions de dones del art d'avantguarda i una de les pioneres en l'art de la restauració.

## Trajectòria
Nascuda en 1923 a Còrdova en una família benestant. Es va formar al Centro de Artes y Oficios de Córdoba i a l’Escuela Superior de Bellas Artes de Santa Isabel de Hungría, a Sevilla, i a la Reial Acadèmia de Belles Arts de Sant Ferran de Madrid. Es va formar amb el pintor Daniel Vázquez Díaz i l’escultor Ángel Ferrán, entre altres artistes. Va treballar en el taller de l'escultor Francisco Barón. Després d'això, va aprendre la tècnica de restauració de pintura i va estudiar el art oriental entre 1969 i 1972. Va passar també per l'Escola de Belles arts de Madrid, l'Institut Central de Restauració de Roma, el Museu del Louvre i el taller d'Emily Rostain de París i el MoMA a Nova York.
Com a pionera de l'art de la restauració, va ser anomenada per a treballar en l'Institut de Restauració de Madrid durant un any. Santaló va pertànyer a una de les primeres generacions de dones que es va dedicar a l'art d'avantguarda, desenvolupant la seva activitat artística principalment entre les dècades de 1940 i 1970.
Va realitzar exposicions en ciutats com París, Milà, Estocolm o Miami, entre elles dotze individuals, com la de 1958 a l'Ateneo de Madrid. També va participar en onze exposicions col·lectives, entre elles una de 1962 en la Galeria Biosca, un dels espais precursors de la renovació artística sorgida al Madrid de la postguerra, i una altra de 1964 celebrada en el Palau d'Exposicions del Retiro. En aquesta època, també va ser present en la mostra de Estampa Popular celebrada en la Societat Espanyola d'Amics de l'Art al costat d'altres artistes com María Antonia Dans, Carmen Laffón, Menchu Gal, Maruja Moutas, Carmen Vives, María Victoria de la Fuente, Francisco Lozano, Cristino Mallo, Ángel Ferrant, José Caballero o Francisco Mateos entre ltres.
En 1975, va ser una de les artistes incloses a l'exposició celebrada amb motiu de l'Any Internacional de la Dona al Palacio de Fuensalida de Toledo, La dona en la cultura actual, en la qual van participar les artistes Gloria Alcahud, Elena Asins, Amalia Avia, Isabel Baquedano, Lola Bosshard, Teresa Eguíbar, Juana Francés, M.ª Victoria de la Fuente, Menchu Gal, Montserrat Gudiol, Concha Hermosilla, Begoña Izquierdo, Sofía Morales, María Moreno, Aurelia Muñoz Ventura, Paz Muro, Águeda de la Pisa, Isabel Pons, María Asunción Raventós, Pepi Sánchez, María Antonia Sánchez Escalona, Elena Santonja, Soledad Sevilla, Aurora Valero Cuenca, Emilia Xargay, Elvira Alfageme, Regla Alonso Miura, Elena Álvarez Laverón, Pilar de Coomonte, Carmen Cullén, María Antonia Dans, María Droc, Michele Lescure, Gloria Merino, Juana Pueyo, Susana Rolando i M.ª Teresa Spínola.
En 2007, a la Casa Luis de Góngora de la seva ciutat natal es va realitzar l'exposició, "Isabel Santaló, el seu camí a l'abstracció", que recorria la seva trajectòria des de la primerenca figuració fins a l'abstracció de les seves últimes obres. En 2012, se realizó otra muestra retrospectiva de la obra de Santaló, "Atrapar la vida".El 2012, es va realitzar una altra mostra retrospectiva de l'obra de Santaló, "Atrapar la vida".En 2020, la Universitat de Còrdova va realitzar l'exposició Tradició i ruptura, amb obres de la col·lecció Begara de diversos artistes, com Santaló, Julia Hidalgo, Pedro Bueno, Rafael Álvarez Ortega, Cristóbal Ruiz Pulido, Ismael González de la Serna o Mª Teresa García López, entre d'altres.
El 2022, es va estrenar la pel·lícula La visita y un jardín secreto, de la realitzadora Irene M. Borrego, que rescata la memòria de la pintora Isabel Santaló a través del seu propi testimoniatge i del d'uns altres com el de l'artista Antonio López, que reconeix la seva trajectòria malgrat el silenci i incomprensió als que es va enfrontar, com li succeís a altres artistes de la seva generació. Antonio López diu “La pintura d'Isabel era lluminosa i seca, de formes simples, una mica aspra, honesta i autèntica.”

## Reconeixements
En 1957 va ser reconeguda amb el premi de la Diputació Provincial d'Albacete a l'Exposició Nacional de Belles Arts. Entre 1957 i 1968 li van ser concedides cinc beques d'estudi en diversos països: el 1957 al Ministeri d'Educació d'Itàlia; el 1958 a la Direcció General de Relacions Culturals del Ministeri de Relacions Exteriors; el 1960 a la Fundació Juan March; i el 1968 a l'Institut Internacional d'Educació de Nova York.Crítics com Vicente Aguilera Cerni o escriptors com José Manuel Caballero Bonald van escriure assajos elogiant la seva obra.
En 2007, amb motiu del Dia Internacional de la Dona, es va realitzar una exposició antològica de l'obra de Santaló a Còrdova. La pel·lícula La visita y un jardín secreto, de la que Santaló és protagonista, va ser premiada amb la Biznaga de Plata a la Millor Direcció i la Biznaga de Plata Premi del Públic Documental del Festival de Màlaga, el Premi al Millor Llargmetratge de Secció Oficial en el Festival Internacional de Cinema de Múrcia (IBAFF), el Premi del Públic a Documenta Madrid, el Premi Nacional de Secció Oficial en el Festival L’Alternativa i també va ser reconegut en Doclisboa.